# دورة حمدة العواني (1978)
دورة حمدة العواني هي دورة كرة قدم ودية نظمتها الجامعة التونسية لكرة القدم سنة 1978. دورة واحدة نظمت لكي تعوض كأس تونس الملغات آنذاك بسبب مشاركة منتخب تونس في كأس العالم 1978. فاز بها الترجي الرياضي التونسي.

## المباراة
| 12 مارس 1978\| الترجي الرياضي التونسي \| 2–0 \| النادي الرياضي الصفاقسي \| \| ---------------------- \| ----- \| ----------------------- \| \| \| تقرير \| \|ملعب الشاذلي زويتن، تونس |       |                         |
| الترجي الرياضي التونسي | 2–0   | النادي الرياضي الصفاقسي |
| | تقرير |                         |